# Lamérac
Lamérac ist eine Ortschaft und eine ehemalige französische Gemeinde mit 212 Einwohnern (Stand: 1. Januar 2022) im Département Charente in der Region Nouvelle-Aquitaine (vor 2016 Poitou-Charentes). Sie gehörte zum Arrondissement Cognac und zum Kanton Charente-Sud.
Mit Wirkung vom 1. Januar 2016 wurden die früheren Gemeinden Montchaude und Lamérac zu einer Commune nouvelle namens Montmérac zusammengelegt. Die ehemaligen Gemeinden haben in der neuen Gemeinde den Status einer Commune déléguée. Der Verwaltungssitz befindet sich im Ort Montchaude.
Nachbarorte sind Saint-Ciers-Champagne und Guimps im Nordwesten, Montchaude im Nordosten und im Osten, Touverac (Berührungspunkt) im Südosten, Baignes-Sainte-Radegonte im Süden und Saint-Maigrin im Westen.

## Bevölkerungsentwicklung
| Jahr      | 1962 | 1968 | 1975 | 1982 | 1990 | 1999 | 2008 | 2015 |
| --------- | ---- | ---- | ---- | ---- | ---- | ---- | ---- | ---- |
| Einwohner | 248  | 201  | 188  | 183  | 186  | 216  | 194  | 205  |

## Sehenswürdigkeiten

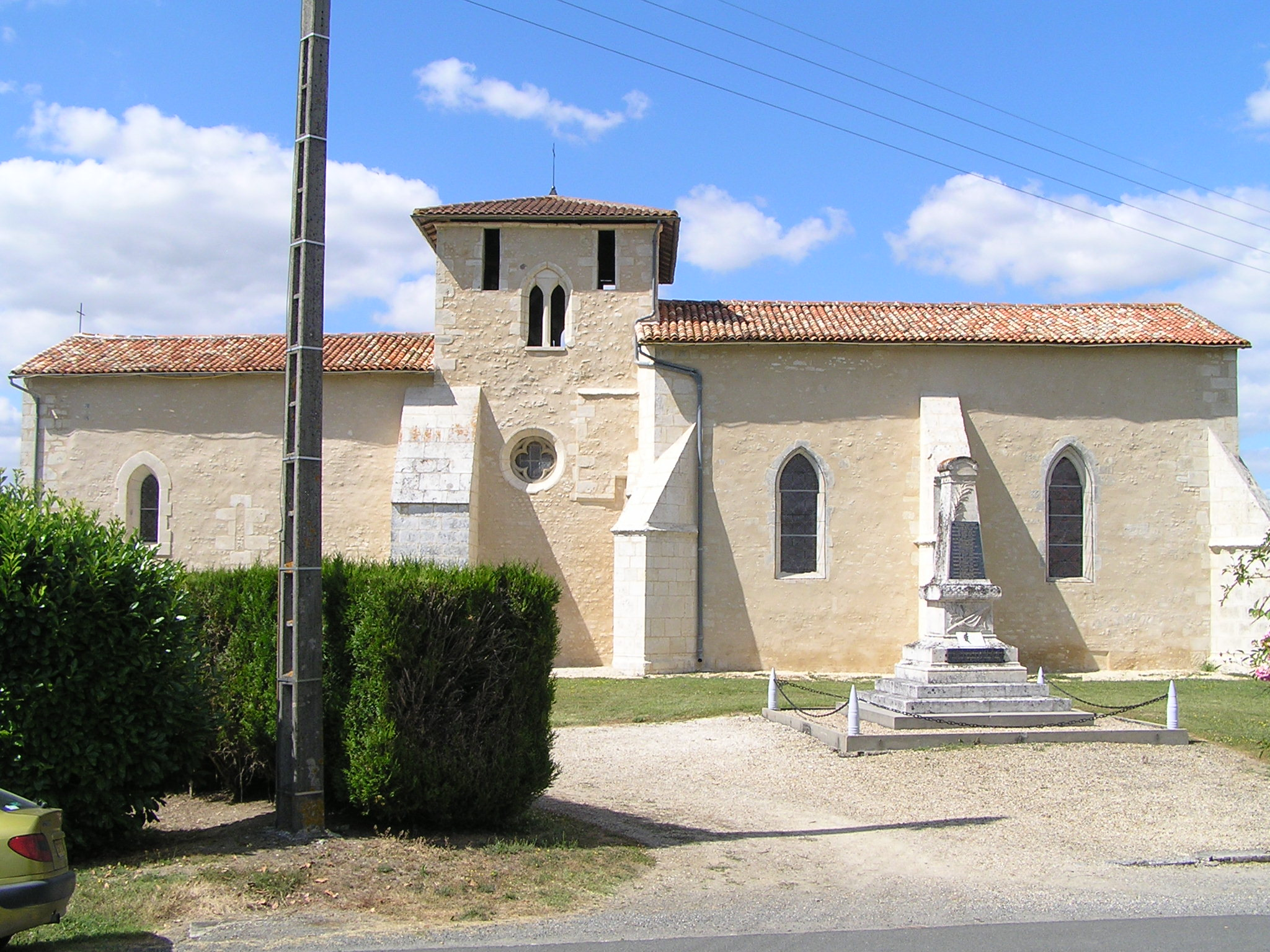
Kirche Saint-Saturnin

- Kirche Saint-Saturnin
- Soldatenfriedhof
- Flurkreuz